# Memória de núcleo magnético

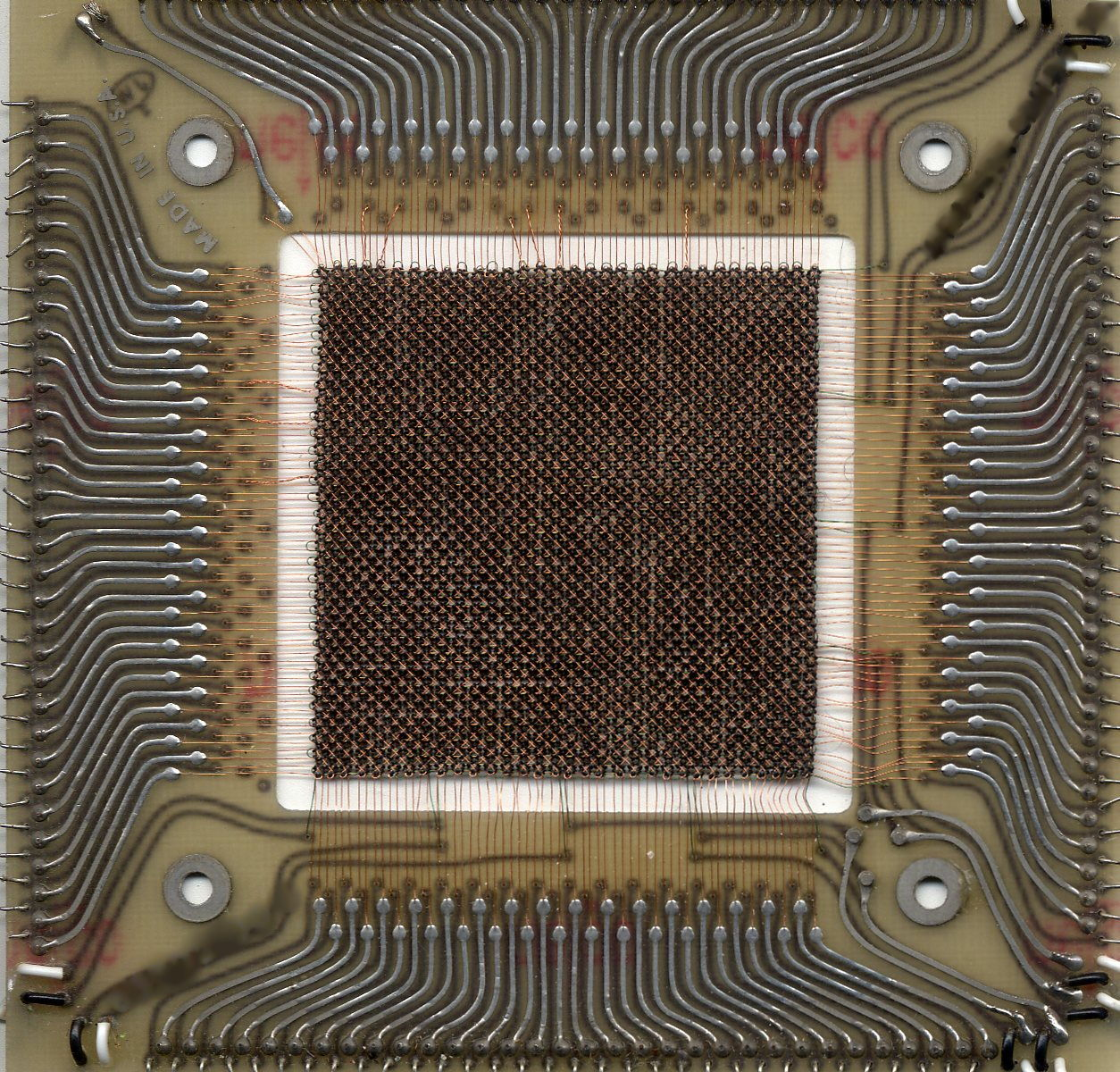
Um cartão de 10.8×10.8 cm de memória de ferrite de 64x64 bits, como usado em um CDC 6600.

Memória de núcleo magnético, ou memória de ferrite, é um tipo de memória usada em computadores na década de 1950.

## Descrição
Desde os primeiros computadores, como o UNIVAC, aquela máquina enorme criada na década de 50, já utilizava-se memória RAM, que logicamente não era a mesma que a que conhecemos nos dias de hoje.
O UNIVAC marcou a mudança de utilização de grandes válvulas usando então várias pilhas de cartões de memória em módulos, que formava a memória ferrite.
As memórias de ferrite eram compostas de pequenas “rosquinhas” magnéticas onde pequenos fios de cobre se entrelaçavam, formando uma rede protegida por chapas metálicas. A pequena “rosca” se magnetizava por impulsos elétricos, sinalizando “on” ou “off” - também chamados de 0 e 1 dos números binários que os computadores precisam realizar seus cálculos (até os dias de hoje utilizam 0 e 1). Existiam apenas 1024 dessas "rosquinhas" em cada memória, já que elas representavam um bit de informação cada uma.

## História
As memórias de ferrite eram utilizadas juntamente com os conhecidos cartões perfurados de Herman Hollerith. O primeiro computador a receber essa nova tecnologia foi o então conhecido como primeiro computador fabricado e comercializado nos EUA, o UNIVAC que foi criado na década de 50.
As rosquinhas com impulsos elétricos que definiam "on" ou "off" - ou 1 e 0, respectivamente, eram usadas para entender a memória e realizar cálculos.
O UNIVAC possuía 8 níveis de memória ferrite dentro de um stack que forneciam, portanto, 1 byte de memória.
Em cada memória dessas, havia 1024 'rosquinhas' o que significa 1Kbyte.
Em 1976 praticamente todos os computadores usavam essa tecnologia, inclusive a IBM que começou a comercializar o IBM 705 que possuía 20Kbytes de memória.

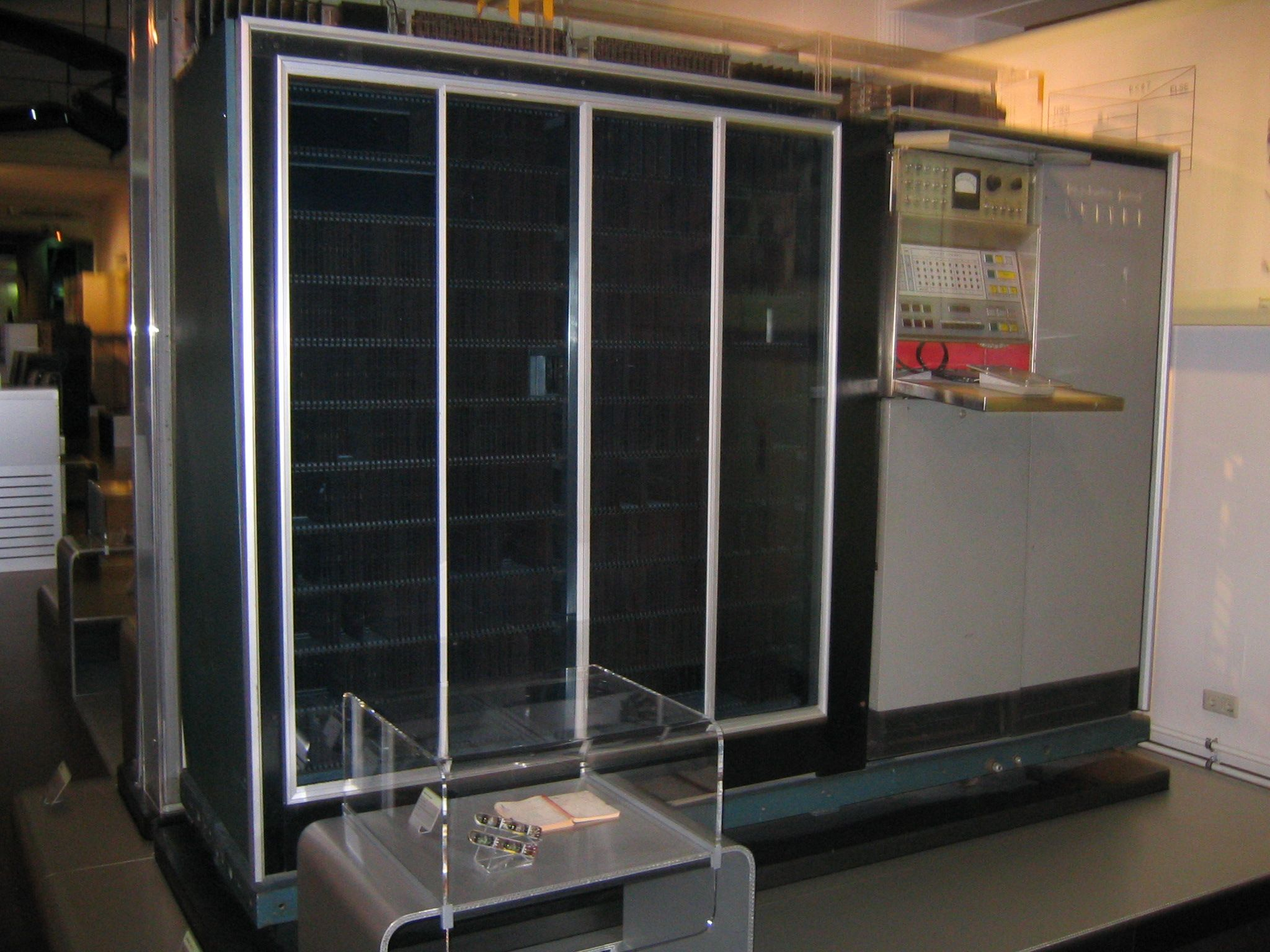
UNIVAC, primeiro computador a utilizar as memórias de ferrite

## Stacks de Memória
Os stacks eram grandes caixas onde eram encaixadas as memórias e suportava até 8 níveis de memória ferrite, eram feitos à mão e custavam cerca de 6.000 dólares, e era usada para compactar os computadores.

## O Fim da Memória de Ferrite e a Criação da DRAM
Apesar de criado em 1966, a DRAM (Dynamic Random Access Memory) o 1103 só foi anunciada em 1970 pela INTEL. E em 1973 acabou com a memória de ferrite. O primeiro computador a fazer uso dessa nova tecnologia foi o HP 9800. A memória DRAM foi criada pelo Dr. Robert H. Dennard funcionário da IBM no Centro de Pesquisa Thomas J. Watson.